# Prądki
Prądki – wieś w Polsce, położona w województwie kujawsko-pomorskim, w powiecie bydgoskim, w gminie Białe Błota.

## Podział administracyjny
W latach 1950–1998 miejscowość administracyjnie należała do województwa bydgoskiego.

## Położenie
Prądki znajdują się około 12 km na południowy zachód od granic Bydgoszczy, w południowej części gminy Białe Błota. Od wschodu graniczą z sołectwem Przyłęki, od północy z Zielonką, od zachodu z Cielem i Kruszynem Krajeńskim, a od południa z gminą Łabiszyn.
Pod względem fizycznogeograficznym wieś leży w obrębie makroregionu Pradolina Toruńsko-Eberswaldzka, w mezoregionie Kotlina Toruńska i mikroregionie Równina Rynarzewska (na północy Równina Lipnicka, na południu Dolina Kanału Noteckiego).

## Charakterystyka
Miejscowość stanowi enklawę osadniczą na północnym zboczu Doliny Kanału Noteckiego. Przeważa funkcja mieszkaniowa wraz z możliwością prowadzenia upraw rolnych i działalności agroturystycznej. Na terenie Prądek funkcjonuje 5 gospodarstw rolnych o powierzchni powyżej 1 ha. Miejscowość dysponuje dogodnymi warunkami do rozwoju budownictwa jednorodzinnego.
W skład wsi wchodzi przysiółek Dębinek leżący na obszarze łąk nadnoteckich przy węźle wodnym na Noteci.
Na terenie wsi zlokalizowany jest nieczynny cmentarz ewangelicki, a także rośnie tu uznany za pomnik przyrody dąb szypułkowy o obwodzie 428 cm.

## Historia

### Prehistoria
Historia osadnictwa na terenie Prądek sięga kilku tysięcy lat p.n.e., gdy po ustąpieniu lodowca i ociepleniu klimatu możliwa stała się eksploracja tego terenu przez ludzi. Na terenie wsi odkryto przedmioty pochodzące z okresu neolitu

### Okres staropolski
Wieś Prądki (po staropolsku Prątka) należąca do starostwa bydgoskiego powstała jeszcze przed potopem szwedzkim. W 1661 roku świadczono tu pańszczyznę 4 dni w roku we żniwa, a w 1682 r. pańszczyzna wzrosła już do 24 dni w roku. Mieszkańcy utrzymywali się nie tylko z rolnictwa, ale również rybactwa. Przed wojną północną mieszkały w Prądkach 2 rodziny chłopskie, w 1712 już tylko jedna, a w 1713 roku wieś była całkowicie opuszczona. Jedna rodzina osiedliła się we wsi ponownie w 1717 roku. Część ludności wiejskiej pod wpływem ciężarów spowodowanych wojną ratowała się ucieczką, bądź też pozostała na miejscu, ale była tak zrujnowana, że nie mogła płacić podatków.
W inwentarzu wójtostwa bydgoskiego z 1744 r. podano, że we wsi mieszkało dwóch gospodarzy (Ignacy Rocikowski, Stanisław Buszkowicz) oraz owczarz, którzy powoływali się na kontrakt osadniczy zawarty przez wójta bydgoskiego Franciszka Gałeckiego. Ich powinności obejmowały m.in. płacenie czynszu, pogłównego, hiberny oraz dostarczanie dla dworu siana z łąk oraz drewna z lasu. W 1746 roku wieś otrzymała kontrakt osadniczy olęderski na 50 lat. Mieszkało tu 2 gospodarzy olędrów na 2 włókach ziemi uprawnej. Oprócz opłaty podatków „inszej powinności nie pełnią, tylko piwo i gorzałkę na swoje potrzebę z zamku lub z karczmy zamkowej brać powinni. Drzewo do budowy wozić. Do młynów bydgoskich mleć jeździć są obowiązani”. W 1766 roku mieszkało we wsi 2 gospodarzy o holenderskich nazwiskach, którzy obrabiali 3 włóki ziemi uprawnej. Posiadali prawo do korzystania z łąk nad Notecią, poboru drewna z lasów wójtowskich (Puszczy Bydgoskiej)oraz wolni byli od szarwarków na rzecz dworu. Obowiązani byli natomiast płacić podatki (czynsz, pogłówne, gajowe, hiberna, dziesięcina) oraz kupować piwo i gorzałkę wyłącznie z karczmy zamkowej.
Według informacji z katastru fryderycjańskiego z 1773 roku w Prądkach mieszkało 8 osób, w tym 2 gospodarzy i 4 komorników, którzy za mieszkanie i wyżywienie pracowali u właściciela. Wieś określono jako przynależną do starosty bydgoskiego.

### Okres zaborów
Prądki w XIX wieku to wieś czynszowa otoczona mozaiką lasów, otwarta na rozległe łąki nadnoteckie. We wsi najlepiej rozwijała się hodowla owiec, w mniejszym stopniu krów, świń, wołów i koni. W II połowie XIX w. hodowla owiec poważnie zmalała kosztem zwiększenia pogłowia trzody chlewnej i bydła rogatego. Jako siłę pociągową wykorzystywano woły, w mniejszym stopniu konie.
Spis miejscowości rejencji bydgoskiej z 1833 r. podaje, że we wsi mieszkało 50 osób (wszyscy ewangelicy) w 8 domach. Dodatkowo znajdowała się tu osada leśna (leśniczówka), którą zamieszkiwało 5 osób. Według opisu Jana Nepomucena Bobrowicza z 1846 r. wieś i posesja leśna Prądki należała do rządowej domeny bydgoskiej. Kolejny spis z 1860 r. podaje, że we wsi Prądki mieszkało 49 osób (48 ewangelików, 1 katolik) w 9 domach. Najbliższa szkoła elementarna znajdowała się w Zielonce. Miejscowość należała do parafii katolickiej i ewangelickiej w Bydgoszczy.
Słownik geograficzny Królestwa Polskiego dla roku 1884 podaje, że w Prądkach mieszkało 34 osób (31 ewangelików, 3 katolików) w 3 domach. Najbliższa poczta znajdowała się w Bydgoszczy, natomiast stacja kolejowa w Chmielnikach Bydgoskich. W okresie zaborów miejscowi ewangelicy należeli do gminy wyznaniowej w Cielu, gdzie w 1893 r. wzniesiono zbór ewangelicki.

### Dwudziestolecie międzywojenne
20 stycznia 1920 roku wieś weszła w skład odrodzonej Rzeczypospolitej. W ramach powiatu bydgoskiego powołano gminę Bydgoszcz Nadleśnictwo zwaną również Bydgoszcz-Wieś, złożoną z 12 gromad wiejskich, m.in. gromady Prądki. W latach 20. z miejscowości wyjechało wielu Niemców, a na ich miejsce napływali Polacy. Zmieniał się więc skład narodowościowy, jednakże aż do 1945 r. Prądki, podobnie jak okoliczne wsie charakteryzowała się stosunkowo dużym odsetkiem ludności niemieckiej.

### Okupacja niemiecka
3 i 4 września 1939 r. w trakcie wycofywania się wojsk polskich doszło we wsi podonie jak w Łochowie i Murowańcu do dywersji niemieckiej i ostrzeliwania żołnierzy. W wyniku kontrakcji wojska polskiego zginęło kilku dywersantów. Zajęcie miejscowości przez wojska hitlerowskie i grupy specjalne, składające się z szowinistów niemieckich, zapoczątkowało represje miejscowej ludności polskiej.
W okresie okupacji niemieckiej 1939–1945 miejscowość wchodziła w skład rejencji bydgoskiej, powiatu bydgoskiego (niem. Landkreis Bromberg), obwodu urzędowego Bydgoszcz-Wieś (niem. Amtsbezirk Bromberg-Land), który składał się z 15 gmin: Białe Błota, Brzoza, Ciele Jachcice, Kruszyn, Lisi Ogon, Łochowice, Łochowo, Murowaniec, Opławiec, Osowa Góra, Prądki, Prądy, Przyłęki i Zielonka.
31 października 1943 roku gmina wiejska Prądki (niem. Prondke) liczyła 380 ha. Mieszkało tu 77 osób w 13 domach.

### Po II wojnie światowej
Tuż po wyzwoleniu zaczęto już w styczniu 1945 r. organizować władze administracyjne. Na terenie powiatu bydgoskiego utworzono 10 urzędów gminnych, w tym gminę Bydgoszcz-Wieś, docelowo z siedzibą w Białych Błotach. Do gminy tej należało 14 gromad (sołectw): Białe Błota, Brzoza, Ciele, Kruszyn Kraiński, Lisi Ogon, Łochowice, Łochowo, Murowaniec, Opławiec, Osowa Góra, Prądki, Prądy, Przyłęki i Zielonka.
Niemcy byli internowani i zatrudniani w polskich gospodarstwach rolnych. Gospodarstwa poniemieckie zajęli Polacy, którzy przybyli z kresów wschodnich. W miejscowości uruchomiono jednoklasową szkołę.
Podczas reformy samorządowej w 1954 r. zamiast gmin utworzono duże gromady. Powstała wtedy gromada Brzoza, która obejmowała m.in. Prądki. Od 1 stycznia 1962 roku wieś weszła w skład gromady Białebłota, a od 1973 r. wchodzi w skład gminy Białe Błota.
Okres powojenny był pomyślny dla rozwoju miejscowości. Szczególnie intensywny rozwój rozpoczął się po 2000 r. i związany był z procesem suburbanizacji okolic Bydgoszczy. W okresie 2003–2011 ludność miejscowości powiększyła się o ponad 2-krotnie z 80 do 186 osób.

## Statystyka
Poniżej podano wybrane informacje statystyczne dotyczące wsi Prądki na podstawie Banku Danych Lokalnych GUS.
Narodowy Spis Powszechny 2002 wykazał, że we wsi Prądki mieszkało 72 osób w 18 gospodarstwach domowych. 16% populacji posiadało wykształcenie wyższe lub średnie. We wsi znajdowało się 13 budynków ze 15 mieszkaniami. Połowa mieszkań pochodziła sprzed 1945 roku, zaś 6 wzniesiono w latach 1989-2002.
Narodowy Spis Powszechny 2011 odnotował 188 mieszkańców Prądek. W 2013 r. działalność gospodarczą prowadziło 32 podmioty, w tym 31 osób fizycznych 1 spółka handlowa.
W latach 2008–2013 oddano do użytku 51 mieszkań. Stanowiło to tylko 3,3% nowych mieszkań wzniesionych w tym czasie w całej gminie, lecz bardzo dużo w kontekście dotychczasowej zabudowy wsi.